# Castell de Dobele
Castell de Dobele (en letó: Dobeles pils) és un castell en el municipi de Dobele a la històrica regió de Zemgale, a Letònia. Va ser construït el 1335 per l'Orde Livonià sobre un altre edifici més antic.

## Història
El lloc del castell medieval Dobele estava habitat pels semigalians abans i durant la croada Livoniana. La primera vegada que s'esmenta en les fonts escrites va ser el 1254. Durant la croada Livoniana van tenir lloc fortes batalles al voltant del castell. Van patir fins a sis setges per l'orde Livionà, però, així i tot, els croats no van aconseguir conquerir-la.
El 1289 després de la passa de fam, els croats van utilitzar la política de Terra cremada a tota la regió de Semigalia cremant també el castell de Dobele en la seva retirada a Lituània. Així el castell de Dobele va ser una de les últimes fortaleses del semigalians en el territori de Letònia.
L'Orde Livonià va construir en els anys 1335-1347 un castell de pedra sobre l'anterior abandonat anys enrere; aviat es va desenvolupar al voltant del castell un assentament comercial amb petits negocis d'artesans. Fins a l'any 1562 el castell va ser la seu del Komtur de Dobele. Entre el 1621 i el 1625 va ser ocupat per les tropes sueques del rei Gustau II Adolf. Des de 1643 fins a 1649 va ser residència d'Elisabeth Magdalena de Pomerània vídua del duc de Curlàndia, que va viure allà junt amb el seu fill adoptiu Jacob Kettler de Curlàndia. Durant la Gran Guerra del Nord el castell va ser ocupat novament pels suecs el 1701, el Rei de Suècia Carles XII es va quedar en el castell durant sis dies. Durant la guerra el castell va ser fortament devastat i no es va reconstruir. Va ser completament abandonat el 1736 i des d'aleshores ha anat degradant-se fins a la seva ruïna.